# Акименко, Владислав Иванович

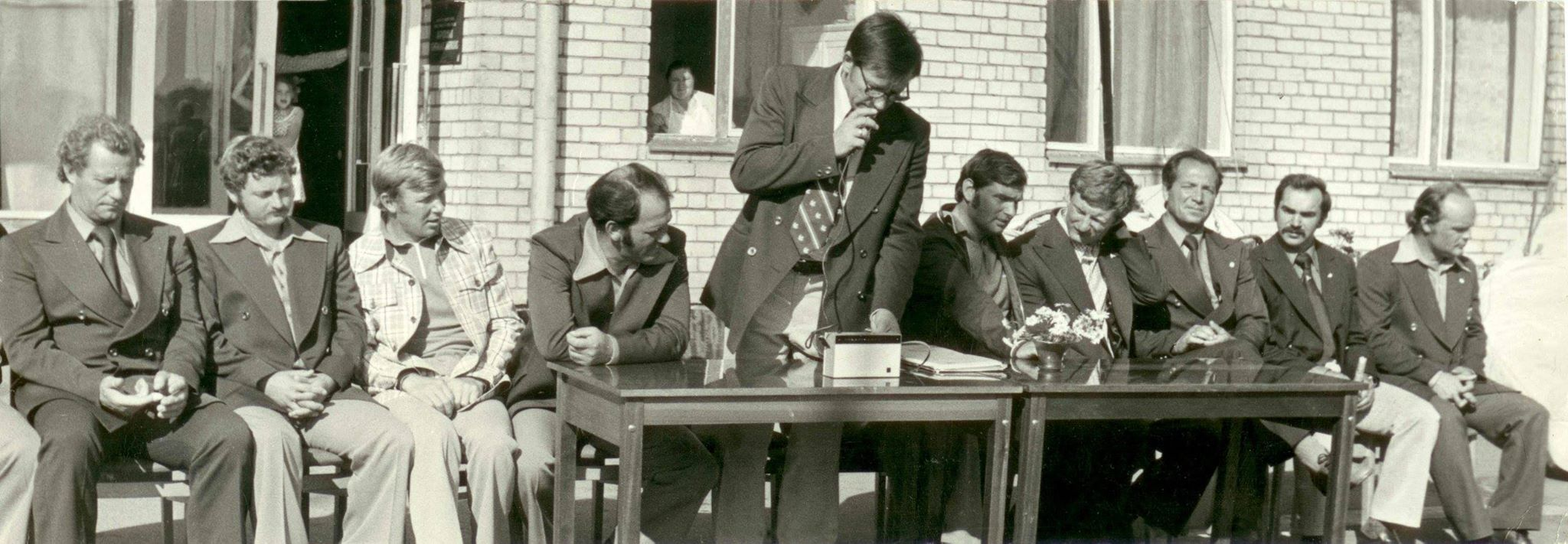
Отчёт Сборной СССР по парусному спорту после Олимпийских игр 1976. Слева — направо: Владимир Васильев, Владимир Леонтьев, Александр Потапов, Валентин Замотайкин, Юрий Пильчин — главный тренер, Андрей Балашов, Владислав Акименко, Валентин Манкин, Виктор Потапов, Борис Будников.

Владисла́в Ива́нович Акиме́нко (род. 5 марта 1953, Киев, СССР) — советский яхтсмен, серебряный призёр Олимпийских игр, первый в истории СССР чемпион мира по парусному спорту, Заслуженный мастер спорта.

## Карьера
На чемпионате мира 1973, Неаполь, Валентин Манкин и Владислав Акименко, выступая в классе «Темпест», стали первыми в истории СССР чемпионами мира по парусному спорту.
На Олимпийских играх 1976 года Акименко вместе с Валентином Манкиным выиграл серебряную медаль в классе «Темпест».
В период с 1978 года по 1985 год был «играющим» тренером экипажа в классе «Летучий Голландец» Сергей Бородинов — Владислав Акименко. Экипаж с 1979 года входил в сборную команду СССР по парусному спорту, неоднократно становясь чемпионами СССР, победителями крупнейших международных регат, призёрами чемпионатов мира и Европы, обладателями Кубка мира.
В период с 1989 года по 1991 год, был приглашен В. Г. Манкиным в сборную команду СССР старшим тренером класса «Летучий Голландец», тренировал экипаж Георгий Шайдуко — Виктор Буданцев, который за это время, становился многократным чемпионом СССР, а в 1990 году стал победителем в открытом чемпионате Европы.
В олимпийском цикле 2001—2004 годов был избран и утвержден Главным тренером сборной команды России по парусному спорту.
Занимал должность заведующего кафедрой теории и методики парусного спорта в НГУ им. П. Ф. Лесгафта.
Проживает в Санкт-Петербурге.